# Sankarini
Sankarini – rzeka w Afryce wypływająca z wyżyny Futa Dżalon w Gwinei i wpadająca do Nigru ok. 40 km od Bamako w Mali. Na dwóch odcinkach jest rzeką graniczną: Wybrzeże Kości Słoniowej–Gwinea oraz Guinea–Mali. 
W 1981 na rzece powstała zapora Selingue z elektrownią wodną stanowiąca istotne źródło zaopatrzenia w energię elektryczną dla Mali.